# سیتروئن سی۳
سیتروئن سی۳ (به انگلیسی: Citroën C3) یک خودروی سوپرمینی است که از سال ۲۰۰۲ بدین سو توسط شرکت سیتروئن عرضه می‌گردد. این خودرو جایگزین مدل سیتروئن ساکسو می‌باشد و اکنون نسل سوم آن که از سال ۲۰۱۶ به بازار عرضه شده در حال عرضه است که مدتی هم در ایران و توسط سایپا مونتاژ می‌شد.
این خودرو در حالت پنج در هاچ‌بک عرضه می‌شود اما نسخه‌ای از نسل اول این خودرو به نام سی۳ پلوریل یک کانورتیبل دو در بود. نسخه هاچ‌بک سه دری هم از این خودرو با طراحی مشابه با نسل دوم سی۳ تحت نام دی‌اس۳ عرضه شد.
نسخه مینی‌ون این خودرو در ژوئیه ۲۰۰۸ معرفی و به نام سیتروئن سی۳ پیکاسو نام‌گذاری شد و در نمایشگاه خودروی پاریس در سال ۲۰۰۸ از آن پرده برداری شد. در آمریکای جنوبی، نسخه کراس‌اوور آن عرضه و سیتروئن سی۳ ایرکراس نامیده می‌شود که عرضه این خودرو محدود به بازار محلی می‌باشد. در اکتبر ۲۰۱۴، سی۳ به عنوان کارآمدترین سواری کوچک از نظر نشریه وات کار (به انگلیسی: ?What Car) و مشترکاً با دی‌اس۳ انتخاب شد.

## نسل اول (۲۰۰۲–۲۰۰۹)

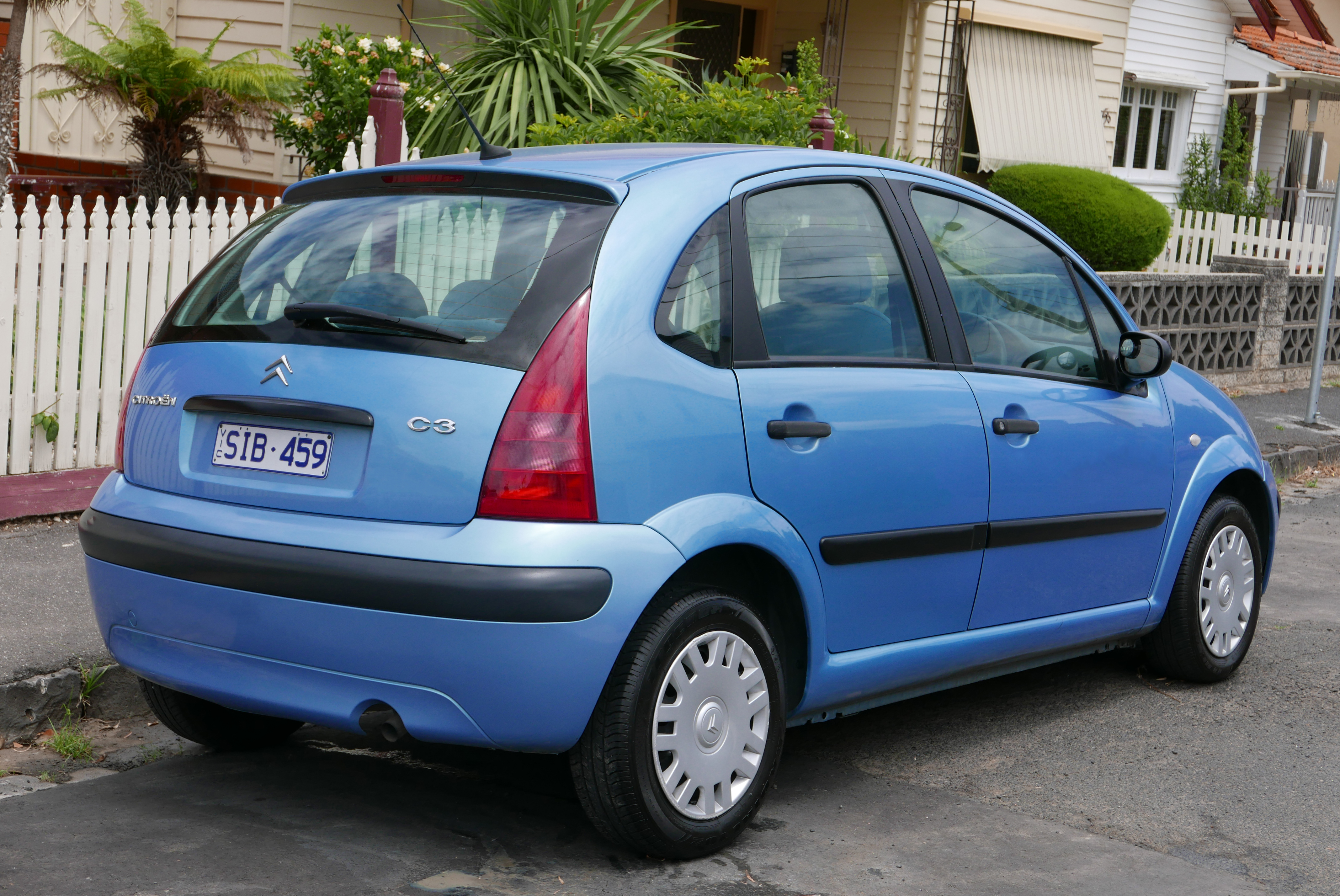
سیتروئن سی۳ هاچ‌بک پیش از فیس‌لیفت

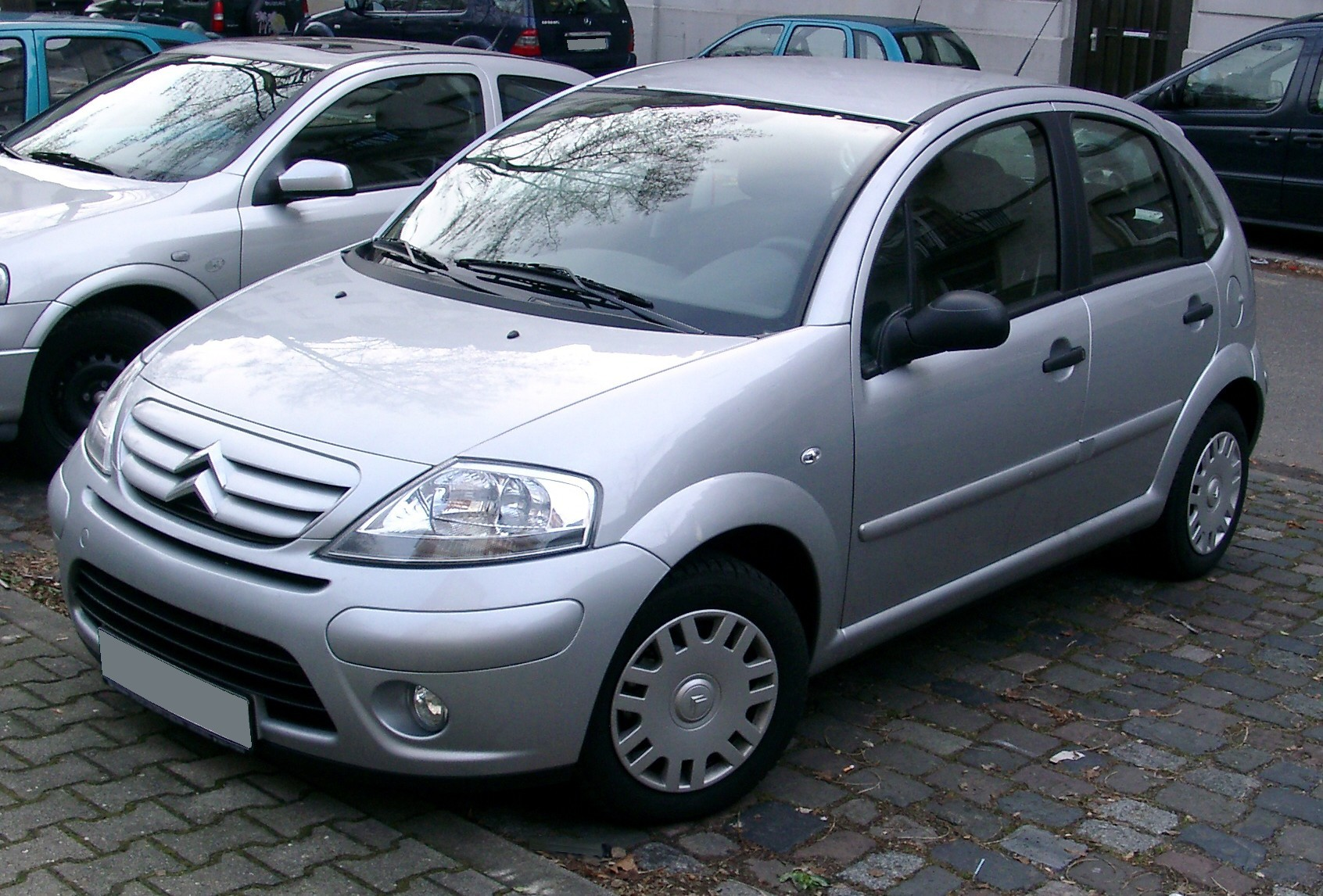
سیتروئن سی۳ هاچ‌بک پس از فیس‌لیفت

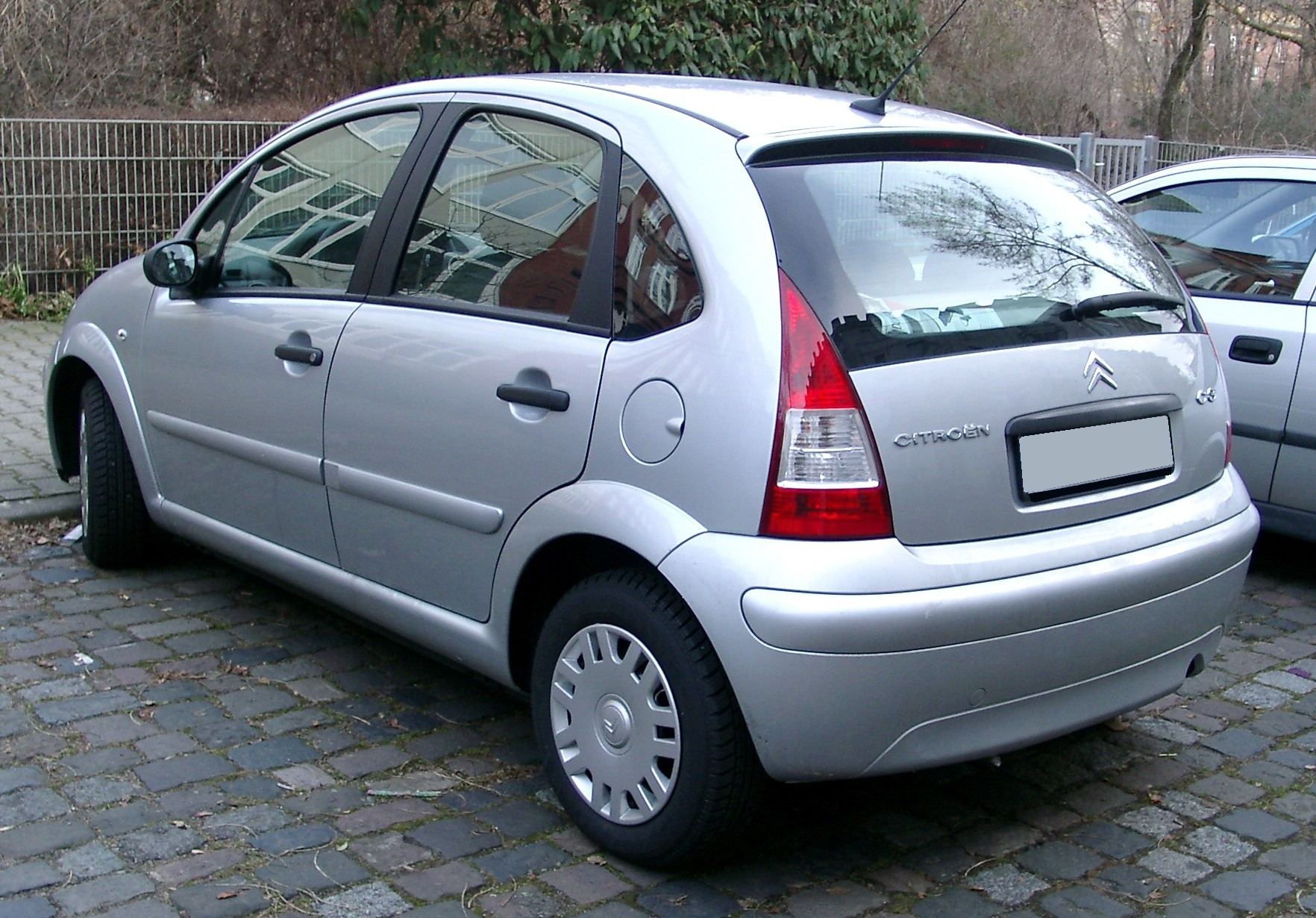
سیتروئن سی۳ هاچ‌بک پس از فیس‌لیفت

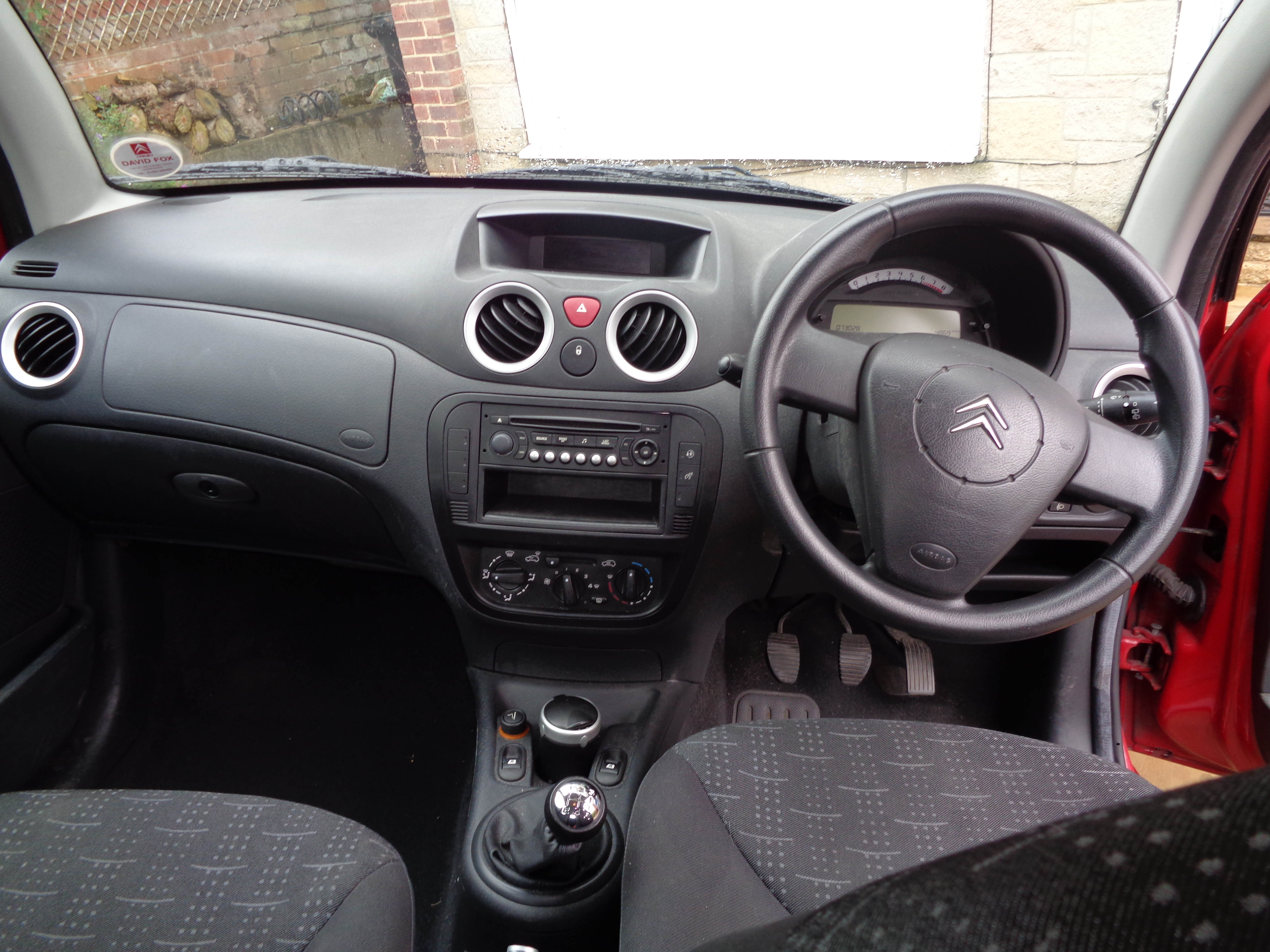
نمای داخلی

پس از آن که ژان پیر پلوئه به عنوان مسوول اتاق طراحی سیتروئن در سال ۲۰۰۰ انتصاب شد، طراحی مدل سی۳ را به رهبری دوناتو کوکو، صمت دار سابق اتاق طراحی سیتروئن و طراح مدل سیتروئن سارا پیکاسو انجام داد.
نسل اول سی۳ در نمایشگاه فرانکفورت آلمان سال ۲۰۰۱ و همچنین نمایشگاه خودروی بولونیا ایتالیا در سال ۲۰۰۱ معرفی شد و در ژانویه سال ۲۰۰۲ تولید آن به عنوان یک هاچ بک پنج در آغاز شد. این خودرو با موتورهای بنزینی ۱٫۱، ۱٫۴ و ۱٫۶ لیتری و موتورهای دیزلی ۱٫۴ و ۱٫۶ لیتری عرضه می‌شد.
تقریباً تمام مدل‌ها به استثنای مدل Stop & Start مجهز به جعبه‌دنده دستی پنج سرعته بودند، اما مدل استاپ استارت یک جعبه‌دنده پنج سرعته نیمه اتوماتیک سنسو درایو با تغییر مکان‌های دست و پا و حالت‌های دستی و اتوماتیک به بازار آمد. فقط نسخه‌های فول آپشن این خودرو بودند که با یک جعبه‌دنده ۴ سرعته اتوماتیک قابل سفارش بودند.
مطابق با سیاست گروه پی‌اس‌ای، پلتفرم سی۳ برای خودروهای پژو ۱۰۰۷ و پژو ۲۰۷ مورد استفاده قرار گرفت. بسیاری از اجزای سی۳ همانند پژو ۲۰۶ هستند.
برخی از نسخه‌های سی۳ دارای یک سیستم استاپ استارت هستند که در مواقعی مثل ترافیک که موتور روشن ولی خودرو ساکن باشد، موتور را برای عدم اتلاف سوخت خاموش کرده و به محض لمس پدال گاز خودرو دوباره روشن می‌شود.

### فیس‌لیفت
سی۳ در اکتبر سال ۲۰۰۵ یک فیس‌لیفت جزئی به همراه داشت که قسمت جلو آن یک سپر با زهواره‌های همرنگ، کمتری از هوا دریافتی، شکاف ورودی هوا را در زیر مشبک رادیاتور ترتیب داده شده و یک سپر مجزا تشکیل است. عقب خودرو همچنین گوشه‌های خودرو مورد تجدیدنظر طراحان قرار گرفته و تفاوتش با مدل‌های قبلی فلاپ بالای جا پلاکی و زهواره‌ها بود که به رنگ بدنه درآمده بودند
کابین خودرو اما یک داشبورد جدید با کیفیت بالا و همچنین جدیدتر و جدیدتر از خوشه ابزار پیشرفته ساخته شده‌است که اطلاعات راننده را به راحتی خواندن افزایش می‌دهد.
علاوه بر این، دستگاه‌های سبک خاکستری فلزی خاکستری در اطراف بخش مرکزی فیشی و دریچه‌های هوای داخل سالن به روز شده، همان‌طور که پانل‌های در جلو و عقب طراحی شده بود. فرمان نیز بهبود یافته‌است به طوری که وزن با سرعت. سیتروئن همچنین یک موتور ۱٫۶ لیتری دیزلی HDi با توان ۱۱۰ اسب بخار ترمز (۸۲ کیلووات؛ ۱۱۰ اسب بخار متری) اضافه کرده‌است. پلوریل نیز تغییرات داخلی مشابه دریافت کرد اما در غیر این صورت بدون تغییر بود.

### سیتروئن سی۳ لومیر
سیتروئن سی۳ لومیر خودروی مفهومی بود که پیش از تولید سیتروئن سی۳ معرفی شده بود. این خودرو در سال ۱۹۹۸ به صورت یک خودروی پنج در هاچ‌بک منتشر شد و دارای چهار صندلی در خودکشی برای درهای عرق به منظور تسهیل دسترسی مسافران به این بخش بود. این خودرو از یک جعبه دنده پنج سرعته دستی و یک موتور تی‌یو۱ چهارسیلندر خطی بنزینی در جلو بود.

### سی۳ پلوریل
سیتروئن، سی۳ پلوریل را از سال ۲۰۰۳ تا ۲۰۱۰ تولید کرد. خودروساز فرانسوی، ادعا می‌کرد که سی۳ پلوریل یک خودرو با طراحی باز است و از این رو، این مدل پلوریل نام گرفت.
پلوریل را می‌توان به صورت یک هاچ‌بک با یک لایه عایق چند لایه پیکربندی کرد؛ یک landau full length، که عملاً قابل استفاده است یا به پشت پنجره یا هر مرحله ای بین آن، با یک buffle defibrator باد برای محافظت در برابر شیشه جلو؛ مشخصات ثابت قابل تبدیل، با سقف باز به پنجره عقب، مونتاژ سقف به یک چاه در طبقه تنه می‌چرخد؛ یک مبدل کامل که در آن ریل‌های سقف سمت راست باز و پاک می‌شوند و به عنوان یک اسب سوار برداشتن، جایی که صندلی‌های عقب به یک تیراژ مانند یک تخت با یک در عقب افتاده می‌چرخند.
سی۳ پلوریل در ژوئیه ۲۰۰۳ معرفی شد و با دو موتور بنزینی ۱٫۴ و ۱٫۶ لیتری و یک موتور دیزلی ۱٫۴ لیتری عرضه می‌شد. در حالت استاندارد، موتور ۱٫۶ لیتری با جعبه دنده نیمه اتوماتیک نصب شده‌است. تولید پلوریل در ژوئیه ۲۰۱۰ متوقف شد
در اکتبر ۲۰۱۳، مجله تاپ گیر، سی۳ پلوریل را در فهرست ۱۳ اتومبیل بدتر ۲۰ سال گذشته قرار داده‌است و این خودرو را مفید به عنوان قوری شکلات توصیف کرده‌است.

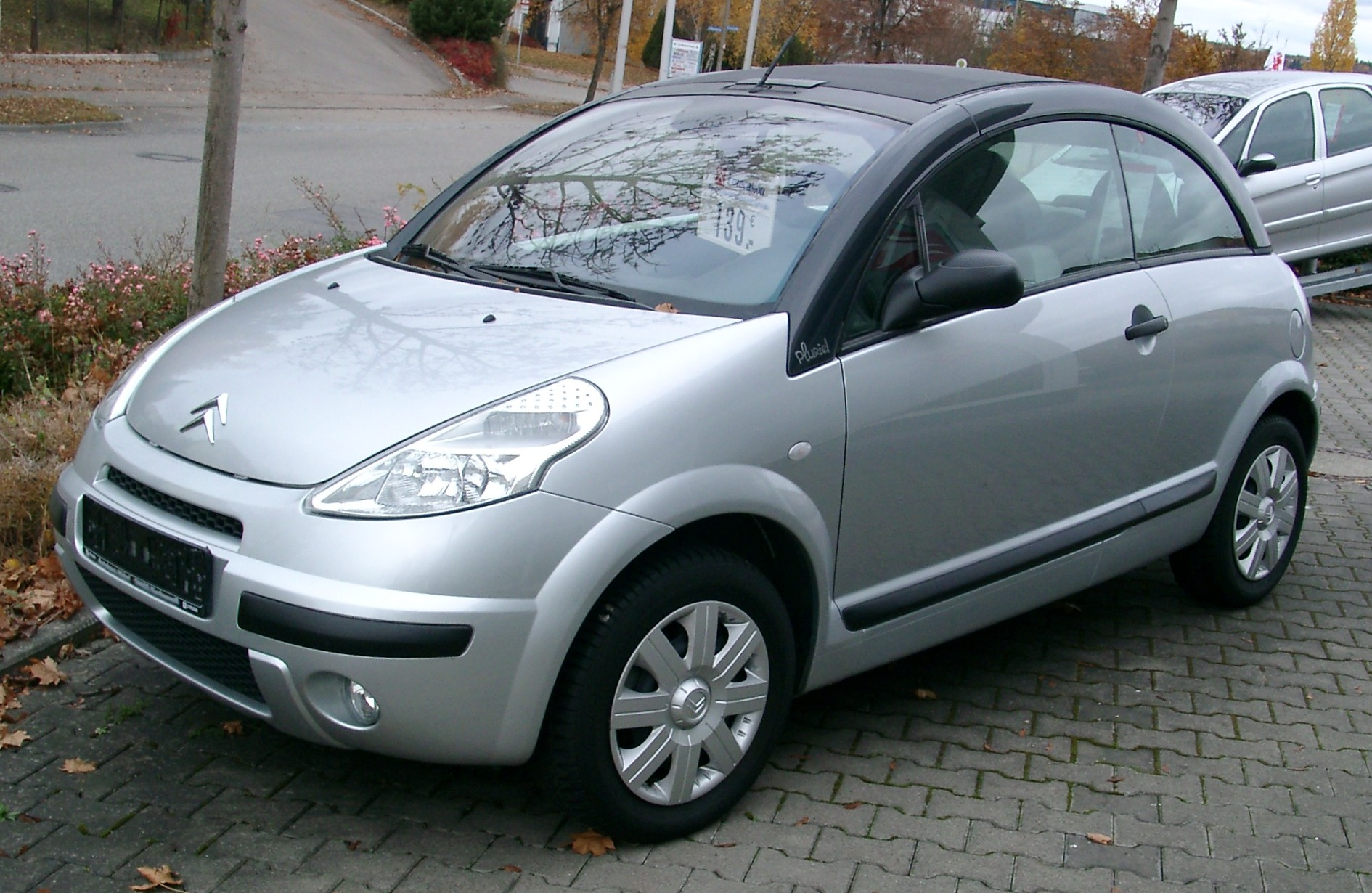
سیتروئن سی۳ پلوریل
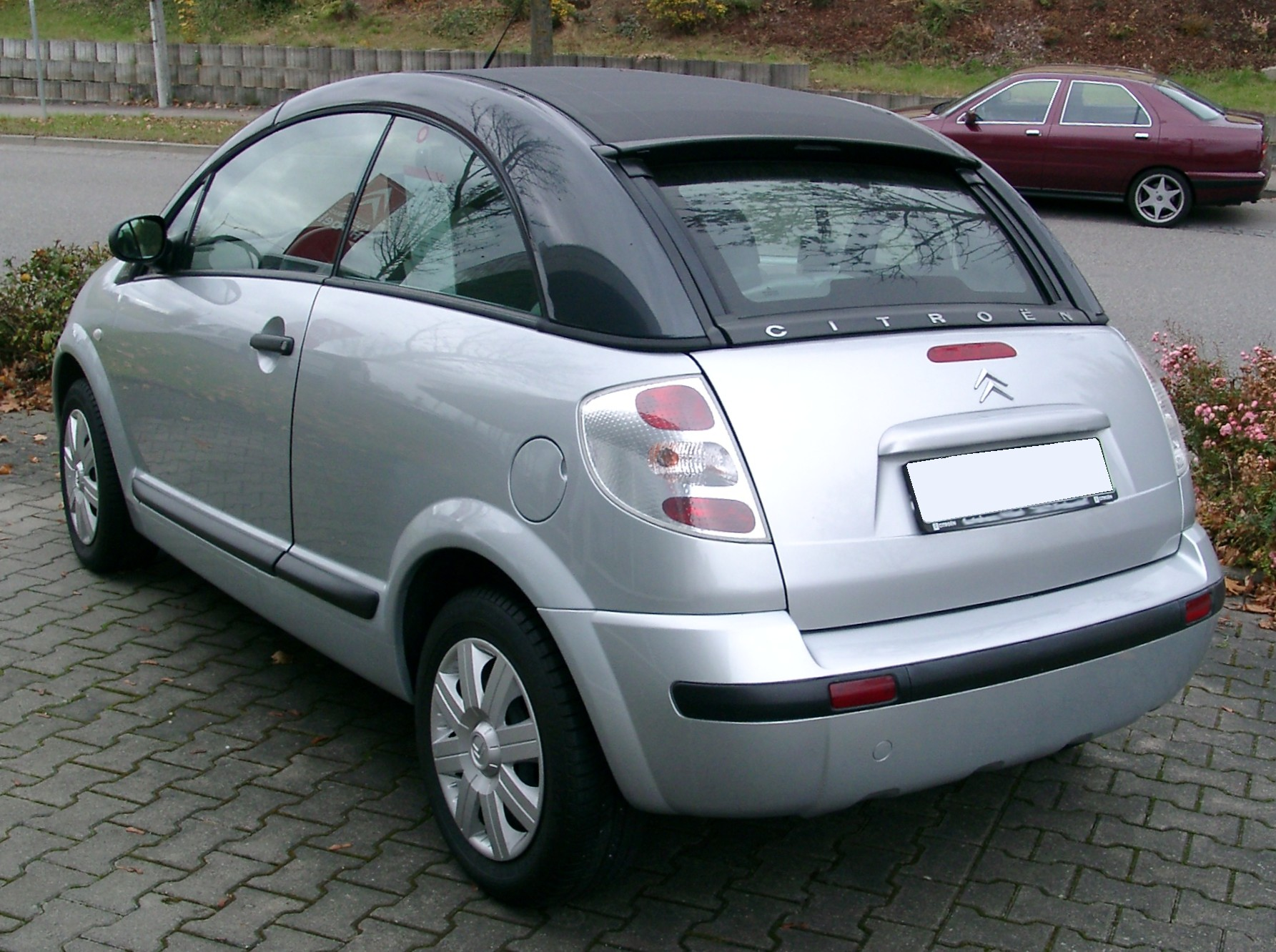
سیتروئن سی۳ پلوریل

### موتورها
- 1.1 L (1124 cc) TU1 I4, 60 PS (59 hp/44 kW) and 69 lb·ft (94 N·m)
- 1.4 L (1360 cc) TU3 I4, 75 PS (75 hp/55 kW) and 87 lb·ft (118 N·m)
- 1.4 L (1398 cc) DV4 HDi diesel I4, 70 PS (69 hp/51 kW) and 118 lb·ft (160 N·m)
- 1.4 L (1398 cc) DV4 HDi 16-valve diesel I4, 90 PS (89 hp/66 kW) and 147 lb·ft (200 N·m) (discontinued in 2005; could not meet EURO4 compliance)
- 1.4 L (1360 cc) ET3 16 valve I4, 90 PS (89 hp/66 kW) and 98 lb·ft (133 N·m)
- 1.6 L (1560 cc) DV6 HDi 16 valve diesel I4, 92 PS (91 hp/68 kW) and 159 lb·ft (216 N·m)
- 1.6 L (1560 cc) DV6 HDiF 16 valve diesel I4 with Diesel particulate filter, 110 PS (108 hp/80 kW) and 177 lb·ft (240 N·m)
- 1.6 L (1587 cc) TU5 16 valve I4, 110 PS (108 hp/81 kW) and 108 lb·ft (146 N·m)

## نسل دوم (۲۰۰۹–۲۰۱۶)
تصاویری از نسل دوم سی۳ در ماه ژوئن ۲۰۰۹ در رسانه‌ها منتشر شد و این خودرو در سپتامبر ۲۰۰۹ در نمایشگاه خودرو فرانکفورت به نمایش گذاشته شد. این طراحی جدید بدنه با یک پنجره شیشه ای ۱۰۸ درجه ای شبیه به برادر بزرگترش، سی۴ پیکاسو، که در همه نسخه‌ها به جز مدل VT موجود است، طراحی شده‌است.
سی۳ جدید بر اساس مشخصات فنی مدل قبلی ساخته شده‌است و نیم نگاهی هم به سایر مدل‌های سیتروئن و سی۳ قدیمی‌تر دارد، اگرچه که طویل‌تر و عریض‌تر از مدل قبلی است. چراغ‌های جلو، داشبورد، مکان مونتاژ و سایر اجزاء با دی‌اس۳ مشترک است.
در سی۳ جدید، یک ابزار ترکیبی از شماره‌گیری‌های آنالوگ در زیر یک مدل کابین مدل و یک صفحه نمایش دیجیتال برای کامپیوتر و سوخت است. سنسور دما در این خودرو (بر خلاف دی‌اس۳) وجود ندارد، اما یک چراغ قرمز و آبی برای نشان دادن دمای موتور به صورت آپشن وجود دارد. ضریب پسار این خودرو 0.307 Cd است.
از نظر موتوری، سری موتور PSA TU از ماشین قدیمی برای این خودرو به ارث رسیده، اما سیتروئن یک سری جدید از موتورهای بنزینی کوچک را که PSA Peugeot Citroën در مشارکت با BMW توسعه داده بود معرفی کرد. این موتور که پرنس نام داشت دارای دو شاسی شش سوپاپ ۱۶ سوپاپ، پمپ روغن و پمپ آب و فناوری ثبت اختراع و ثبت اختراع BMW است.
سری پرنس برای انتشار دی‌اکسید کربن کم و عملکرد خوب و اقتصادی طراحی شده‌اند. اقتصادی با کنترل کروز استاندارد و محدودیت سرعت در مدل‌های VTR +, Airdream + و Exclusive در دسترس است.
تمام نسخه‌ها دارای یک استاندارد استاندارد «شاخص بهره‌وری دنده» هستند که به صورت گرافیکی نشان می‌دهد چه وسیله ای باید در چه زمان و چه زمانی تغییر کند تا اقتصاد بهینه شود. آنها ۱٫۴ اسب بخار با قدرت ۹۵ اسب بخار و ۱٫۶ اسب بخار ۱۲۰ اسب بخار با انتشار گازهای گلخانه ای کم و همچنین موتورهای دیزلی جدید که همه با انتشار دی‌اکسید کربن کمتر از 120g / km است، به همراه یک مدل Airdream + با 99g / km با استفاده از جدید 1.6 HDI موتور ۹۰ اسب بخار ترمز (۶۷ کیلووات؛ ۹۱ اسب بخار متری).
سی۳ جدید در نمایشگاه فرانکفورت در سپتامبر ۲۰۰۹ ارائه شد. این خودرو در نوامبر ۲۰۰۹ به عنوان مدل ۲۰۱۰ راه اندازی شد. در سراسر اروپا، شعار تبلیغاتی به نام "Visiospace" شناخته شده بود، بازی بر روی شایستگی شیشه جلو بزرگ و دید کلی بهبود یافته.

### فیس‌لیفت
در نمایشگاه خودروی ژنو در مارس ۲۰۱۳، سی۳ هاچ‌بک در حالی که دچار فیس‌لیفتی در نمای خارجی و داخلی و موتورهای جدید شده بود، معرفی شد. سی۳ فیس‌لیفت مجهز به چراغ‌های دی لایت و ال‌ئی‌دی و شارونده‌های بروز شده در جلو و سپر جدید و خط کرومی زیر صندوق هم در پشت تغییرات نسخه فیس‌لیفت را شامل می‌شوند.

### نسخه‌ها
| نسخه      | نوع موتور | تعداد سوپاپ | توان موتور                                   | دیگر امکانات |
| --------- | --------- | ----------- | -------------------------------------------- | ------------ |
| VT        | 1.1i      | ۸           | ۶۱ اسب بخار (۴۵ کیلووات؛ ۶۲ اسب بخار متری)   |              |
| VTR+      | 1.4i      | ۸           | ۷۵ اسب بخار (۵۶ کیلووات؛ ۷۶ اسب بخار متری)   |              |
| VTR+      | 1.4VTi    | ۱۶          | ۹۵ اسب بخار (۷۱ کیلووات؛ ۹۶ اسب بخار متری)   |              |
| VTR+      | 1.4HDi    | ۸           | ۷۰ اسب بخار (۵۲ کیلووات؛ ۷۱ اسب بخار متری)   |              |
| VTR+      | 1.6HDi    | ۱۶          | ۹۰ اسب بخار (۶۷ کیلووات؛ ۹۱ اسب بخار متری)   | Airdream+    |
| Airdream+ | 1.4i      | ۸           | ۷۵ اسب بخار (۵۶ کیلووات؛ ۷۶ اسب بخار متری)   |              |
| Airdream+ | 1.4VTi    | ۱۶          | ۹۵ اسب بخار (۷۱ کیلووات؛ ۹۶ اسب بخار متری)   |              |
| Airdream+ | 1.4HDi    | ۸           | ۷۰ اسب بخار (۵۲ کیلووات؛ ۷۱ اسب بخار متری)   |              |
| Airdream+ | 1.6HDi    | ۱۶          | ۹۰ اسب بخار (۶۷ کیلووات؛ ۹۱ اسب بخار متری)   | Airdream+    |
| Exclusive | 1.4VTi    | ۱۶          | ۹۵ اسب بخار (۷۱ کیلووات؛ ۹۶ اسب بخار متری)   |              |
| Exclusive | 1.6VTi    | ۱۶          | ۱۲۰ اسب بخار (۸۹ کیلووات؛ ۱۲۰ اسب بخار متری) |              |
| Exclusive | 1.6VTi    | ۱۶          | ۱۲۰ اسب بخار (۸۹ کیلووات؛ ۱۲۰ اسب بخار متری) | Auto         |
| Exclusive | 1.6HDi    | ۱۶          | ۹۰ اسب بخار (۶۷ کیلووات؛ ۹۱ اسب بخار متری)   |              |
| Exclusive | 1.6HDi    | ۱۶          | ۱۱۰ اسب بخار (۸۲ کیلووات؛ ۱۱۰ اسب بخار متری) |              |

### موتورها و جعبه‌دنده
| مدل        | سال مصرف   | سیلندر | حجم موتور | قدرت                                                      | گشتاور                                         | صفر تا صد    | سرعت نهایی                             | جعبه دنده       | کربن دی‌اکسید خروجی (g/km)                  |
| ---------- | ---------- | ------ | --------- | --------------------------------------------------------- | ---------------------------------------------- | ------------ | -------------------------------------- | --------------- | ------------------------------------------ |
| 1.1i 8V    | ۲۰۰۹–امروز | ۴-خطی  | 1124 cc   | ۶۱ اسب بخار متری (۴۵ کیلووات؛ ۶۰ اسب بخار) at 5,500 rpm   | ۹۵ نیوتن متر (۷۰ پوند نیرو-فوت) at 3,300 rpm   | 16.5 s       | ۱۴۵ کیلومتر بر ساعت (۹۰ مایل بر ساعت)  | ۵ دنده دستی     | ۱۳۷                                        |
| 1.4i 8V    | ۲۰۰۹–امروز | ۴-خطی  | 1360 cc   | ۷۵ اسب بخار متری (۵۵ کیلووات؛ ۷۴ اسب بخار) at 5,200 rpm   | ۱۱۸ نیوتن متر (۸۷ پوند نیرو-فوت) at 3,300 rpm  | 14.2 s       | ۱۵۵ کیلومتر بر ساعت (۹۶ مایل بر ساعت)  | ۵ دنده دستی     | ۱۴۰                                        |
| 1.4VTi 16V | ۲۰۰۹–امروز | ۴-خطی  | 1397 cc   | ۹۵ اسب بخار متری (۷۰ کیلووات؛ ۹۴ اسب بخار) at 6,000 rpm   | ۱۳۵ نیوتن متر (۱۰۰ پوند نیرو-فوت) at 4,000 rpm | 10.6 s       | ۱۷۰ کیلومتر بر ساعت (۱۰۶ مایل بر ساعت) | ۵ دنده دستی     | - 134 (Exclusive) - 136 (Airdream+ / VTR+) |
| 1.6VTi 16V | ۲۰۰۹–امروز | ۴-خطی  | 1598 cc   | ۱۲۰ اسب بخار متری (۸۸ کیلووات؛ ۱۱۸ اسب بخار) at 6,000 rpm | ۱۶۰ نیوتن متر (۱۱۸ پوند نیرو-فوت) at 4,200 rpm | 8.9 s/10.9 s | ۱۸۵ کیلومتر بر ساعت (۱۱۵ مایل بر ساعت) | ۵ دنده دستی     | ۱۳۶                                        |
| 1.6VTi 16V | ۲۰۰۹–امروز | ۴-خطی  | 1598 cc   | ۱۲۰ اسب بخار متری (۸۸ کیلووات؛ ۱۱۸ اسب بخار) at 6,000 rpm | ۱۶۰ نیوتن متر (۱۱۸ پوند نیرو-فوت) at 4,200 rpm | 8.9 s/10.9 s | ۱۸۵ کیلومتر بر ساعت (۱۱۵ مایل بر ساعت) | ۴ دنده اتوماتیک | ۱۵۳                                        |

| مدل        | سال مصرف   | سیلندر | حجم موتور | قدرت                                                      | گشتاور                                         | صفر تا صد     | سرعت نهایی                             | جعبه دنده   | کربن دی‌اکسید خروجی (g/km) |
| ---------- | ---------- | ------ | --------- | --------------------------------------------------------- | ---------------------------------------------- | ------------- | -------------------------------------- | ----------- | ------------------------- |
| 1.4HDi 8V  | ۲۰۰۹–امروز | ۴-خطی  | 1398 cc   | ۷۰ اسب بخار متری (۵۱ کیلووات؛ ۶۹ اسب بخار) at 4,000 rpm   | ۱۶۰ نیوتن متر (۱۱۸ پوند نیرو-فوت) at 2,000 rpm | 13.7 s        | ۱۵۲ کیلومتر بر ساعت (۹۴ مایل بر ساعت)  | ۵ دنده دستی | ۱۱۳                       |
| 1.6HDi 16V | ۲۰۰۹–امروز | ۴-خطی  | 1560 cc   | ۹۰ اسب بخار متری (۶۶ کیلووات؛ ۸۹ اسب بخار) at 3,750 rpm   | ۲۳۰ نیوتن متر (۱۷۰ پوند نیرو-فوت) at 2,000 rpm | 11.3 s/11.5 s | ۱۶۸ کیلومتر بر ساعت (۱۰۴ مایل بر ساعت) | ۵ دنده دستی | ۹۸                        |
| 1.6HDi 16V | ۲۰۰۹–۲۰۱۵  | ۴-خطی  | 1560 cc   | ۱۱۰ اسب بخار متری (۸۱ کیلووات؛ ۱۱۰ اسب بخار) at 4,000 rpm | ۲۷۰ نیوتن متر (۱۹۹ پوند نیرو-فوت) at 2,000 rpm | 9.9 s         | ۱۸۰ کیلومتر بر ساعت (۱۱۲ مایل بر ساعت) | ۶ دنده دستی | ۱۱۵                       |

مدل تولید سال ۲۰۱۶ با موتور ۱٫۶ لیتری اچ‌دی‌آی، ۱۰۰ اسب بخار (۷۵ کیلووات؛ ۱۰۰ اسب بخار متری) قدرت تولید می‌کند و از یک جعبه‌دنده پنج سرعته بهره می‌برد.

## نسل سوم (۲۰۱۶–امروز)

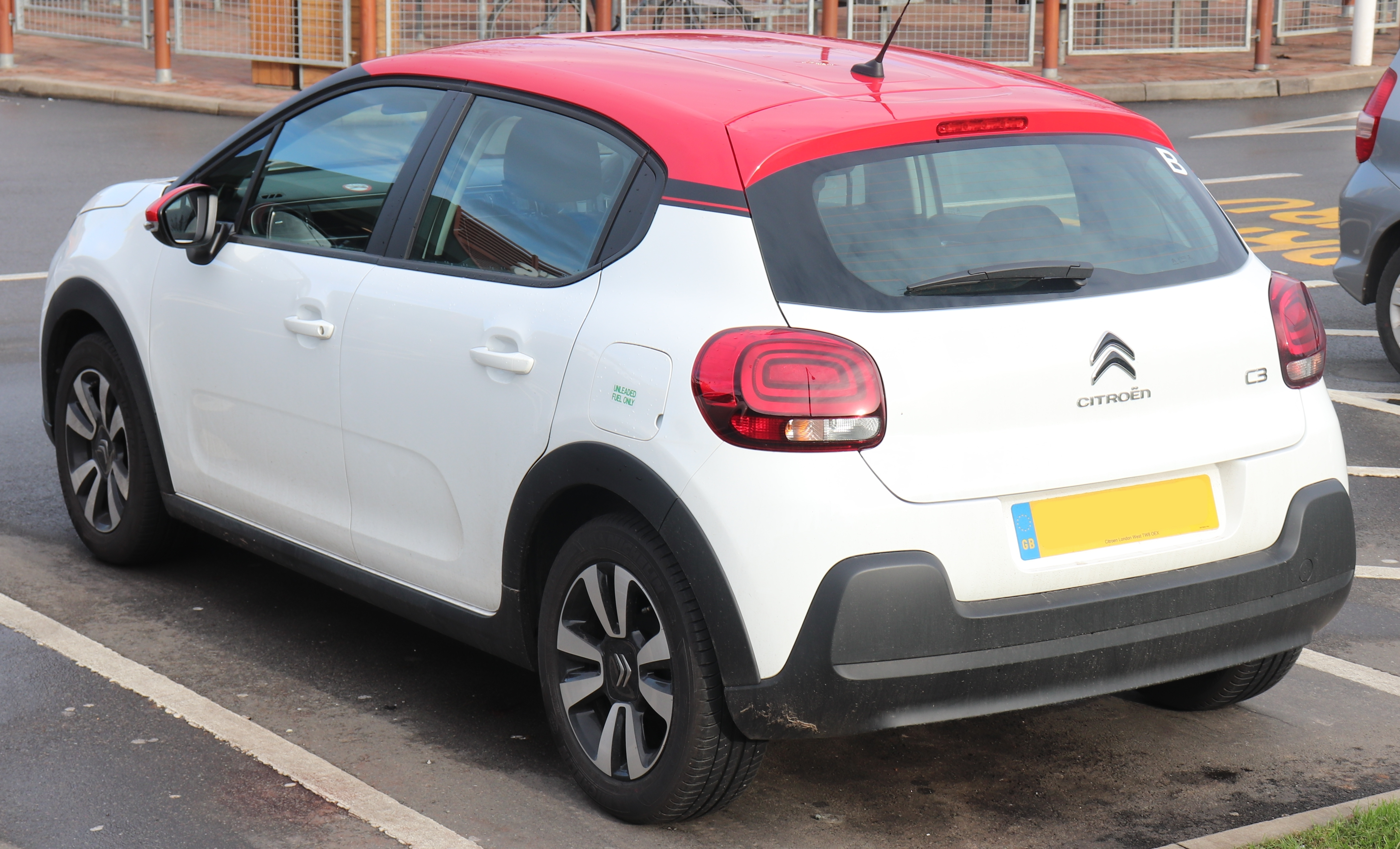
نمای عقب

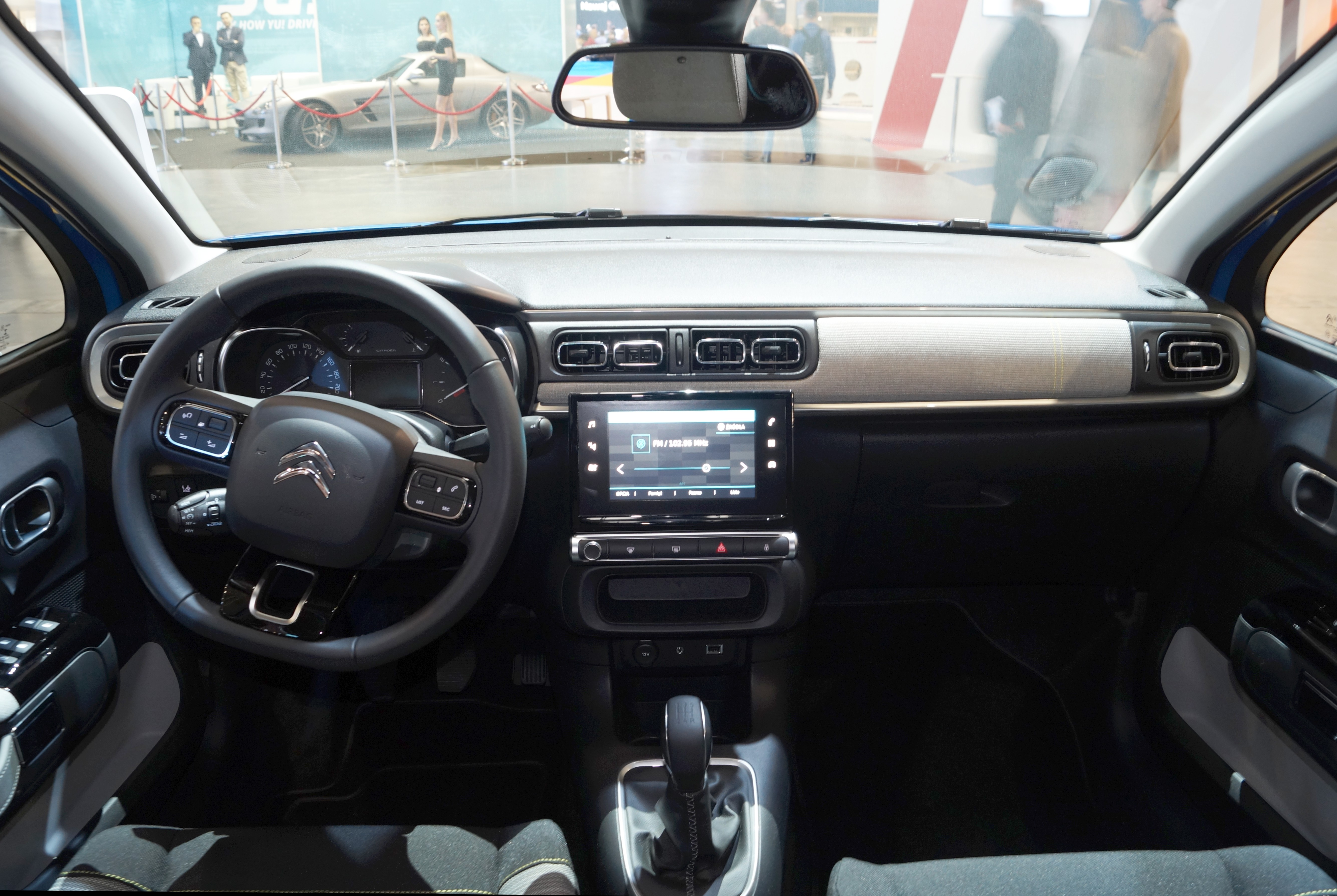
نمای داخلی

تصاویر رسمی سی۳ جدید در تاریخ ۲۹ ژوئن ۲۰۱۶ به اینترنت درز کرد. سی۳ از نظر طراحی به سیتروئن سی۴ پیکاسو و سیتروئن سی۴ گرند پیکاسو بسیار شبیه است و به مانند مدل سیتروئن سی۴ کاکتوس از Airbump جانبی بهره می‌برد اما برخلاف سی۴ کاکتوس مدل‌های بدون Airbump آن هم به بازار عرضه می‌شوند.
این خودرو با ۹ رنگ برای بدنه و ۳ رنگ برای سقف ارائه می‌شوند، ترمزهای فانوس چراغ، آینه‌های جانبی و Airbump عرضه می‌شود. سیتروئن ادعا می‌کند که این خودرو در مجموع دارای ۳۶ ترکیب رنگ مختلف عرضه می‌شود.

### بازارها

#### ایران
پس از عقد قرارداد برجام و در پی آن لغو تحریم‌های آمریکا علیه ایران زمینه‌ساز بازگشت بسیاری از برندهای مطرح خودروسازی از جمله پژو و سیتروئن شد. شرکت سیتروئن پس از احداث شرکت سایپا سیتروئن با شراکت شرکت سایپا آغاز به مونتاژ خودروهای مدرن خود کرد و قرعه به نام سی۳ افتاد که تولیدی نخست سایپا سیتروئن باشد. تولید این خودرو از زمستان سال ۱۳۹۶ آغاز شد. اما در ادامه و فاز جدید تحریم‌ها باعث شد که همه شرکت‌های خارجی از ایران کوچ کنند. سیتروئن هم از این قاعده مستثنی نبود. خروج ناگهانی سیتروئن از بازار ایران باعث شد که تحویل سی۳های پیش فروش به هم بریزد و همراه با اعتراضات و حواشی باشد و نیز گرانی دلار مزید بر علت و ایجاد مشکلاتی برای شرکت و بدعهدی‌هایی برای خریداران گردید؛ و این عوامل باعث شد تا سایپا قیمت سی۳ را برای مشتریان بسیار گران حساب کند.
مدتی پس از عرضه سی‌۳ توسط سایپا، دو آپشن "گرمکن صندلی های جلو" و "رینگ نقره‌ای" به شکل سفارشی بر روی خودرو قرار گرفت. برخی از سی‌۳ های عرضه شده، با رینگ مشکی (ساخت ایران) و بدون گرمکن صندلی قابل در بازار موجود هستند. تولید سی‌۳ در ایران در سال ۱۳۹۸ بدلیل تحریم و کمبود قطعه متوقف شد. 

## تولید و فروش
| سال  | تولید جهانی | فروش جهانی | نکات                                  |
| ---- | ----------- | ---------- | ------------------------------------- |
| ۲۰۰۹ | ۲۳۳٬۴۰۰     | ۲۲۶٬۷۰۰    |                                       |
| ۲۰۱۰ | ۳۱۱٬۲۰۰     | ۳۰۸٬۳۰۰    |                                       |
| ۲۰۱۱ | ۳۵۳٬۵۹۳     | ۲۵۵٬۳۱۲    | مجموع تولید به ۳٬۱۱۳٬۱۹۲ دستگاه رسید. |
| ۲۰۱۲ | ۲۹۳٬۰۰۰     | ۲۱۵٬۸۰۰    | مجموع تولید به ۳٬۴۰۶٬۲۰۰ دستگاه رسید. |